# MTV Video Music Award – scenografia i dekoracja wnętrz
Poniższa lista przedstawia kolejnych zwycięzców nagrody MTV Video Music Awards w kategorii Best Art Direction.
| Rok  | Wykonawca                         | Wideo                   | Reżyser                                            |
| ---- | --------------------------------- | ----------------------- | -------------------------------------------------- |
| 1984 | Herbie Hancock                    | „Rockit”                | Jim Whiting i Godley & Creme                       |
| 1985 | Don Henley                        | „The Boys Of Summer”    | Bryan Jones                                        |
| 1986 | a-ha                              | „Take On Me”            | Steve Barron                                       |
| 1987 | Peter Gabriel                     | „Sledgehammer”          | Stephen R. Johnson, Stephen Quay oraz Timothy Quay |
| 1988 | Squeeze                           | „Hourglass”             | Clive Crotty i Mick Edwards                        |
| 1989 | Madonna                           | „Express Yourself”      | Vance Lorenzini                                    |
| 1990 | The B-52’s                        | „Love Shack”            | Martin Lasowitz                                    |
| 1991 | R.E.M.                            | „Losing My Religion”    | Jose Montana                                       |
| 1992 | Red Hot Chili Peppers             | „Give It Away”          | Nick Goodman                                       |
| 1993 | Madonna                           | „Rain”                  | Jan Peter Flack                                    |
| 1994 | Nirvana                           | „Heart-Shaped Box”      | Bernadette Disanto                                 |
| 1995 | Michael Jackson and Janet Jackson | „Scream/Childhood”      | Tom Foden                                          |
| 1996 | The Smashing Pumpkins             | „Tonight, Tonight”      | K.K. Barrett i Wayne White                         |
| 1997 | Beck                              | „The New Pollution”     | K.K. Barrett                                       |
| 1998 | Björk                             | „Bachelorette”          | Donovan Davidson                                   |
| 1999 | Lauryn Hill                       | „Doo Wop (That Thing)”  | Gideon Pointe                                      |
| 2000 | Red Hot Chili Peppers             | „Californication”       | Colin Strause                                      |
| 2001 | Fatboy Slim                       | „Weapon Of Choice”      | Val Wilt                                           |
| 2002 | Coldplay                          | „Trouble”               | Tim Hope                                           |
| 2003 | Radiohead                         | „There There”           | Chris Hopewell                                     |
| 2004 | Outkast                           | „Hey Ya!”               | Eric Beachamp                                      |
| 2005 | Gwen Stefani                      | „What You Waiting For?” | Zach Matthews                                      |
| 2006 | Red Hot Chili Peppers             | „Dani California”       | Justin Dragonis                                    |
| 2007 | nieprzyznana                      | –                       | –                                                  |
| 2008 | Gnarls Barkley                    | „Run”                   | Happy Massee i Kells Jesse                         |
| 2009 | Lady Gaga                         | „Paparazzi”             | Jason Hamilton                                     |
| 2010 | Florence and the Machine          | „Dog Days Are Over”     | Louise Corcoran i Aldene Johnson                   |
| 2011 | Adele                             | „Rolling in the Deep”   | Nathan Parker                                      |
| 2012 | Katy Perry                        | „Wide Awake”            | Benji Bamps                                        |
| 2013 | Janelle Monáe ft. Erykah Badu     | „Q.U.E.E.N.”            | Veronica Logsdon                                   |
| 2014 | Arcade Fire                       | „Reflektor”             | Anastasia Masaro                                   |
| 2015 | Snoop Dogg                        | „So Many Pros”          | François Rousselet i Jason Fijal                   |
| 2016 | David Bowie                       | „Blackstar”             | Jan Houllevigue                                    |
| 2017 | Kendrick Lamar                    | „HUMBLE.”               | Spencer Graves                                     |
| 2018 | Beyoncé i Jay-Z                   | „Apeshit”               | Jan Houllevigue i Luwr                             |
| 2019 | Ariana Grande                     | „7 Rings”               | John Richoux                                       |
| 2020 | Miley Cyrus                       | „Mother’s Daughter”     | Christian Stone                                    |
| 2021 | Saweetie i Doja Cat               | „Best Friend”           | Alec Contestabile                                  |
| 2022 | Lil Nas X i Jack Harlow           | „Industry Baby”         | Alex Delgado (Production designer)                 |